# Pelophylax fukienensis
Pelophylax fukienensis là một loài ếch trong họ Ranidae. Chúng được tìm thấy ở Trung Quốc và Đài Loan.
Các môi trường sống tự nhiên của chúng là các khu rừng ẩm ướt đất thấp nhiệt đới hoặc cận nhiệt đới, các khu rừng vùng núi ẩm nhiệt đới hoặc cận nhiệt đới, đầm nước, đầm nước ngọt, vườn nông thôn, các khu rừng trước đây bị suy thoái nặng nề, khu vực trữ nước, ao, đất có tưới tiêu, đất nông nghiệp có lụt theo mùa, và kênh đào và mương rãnh. Nó không được xem là bị đe dọa theo IUCN.